# L'errore (Subsonica)
L'errore è un singolo del gruppo musicale italiano Subsonica, pubblicato nel 2003 come unico estratto dall'album dal vivo Controllo del livello di rombo.

## Tracce
1. L'errore - Radio edit
2. Questo domani - Live version
3. Questo domani - Remix
4. L'errore - Rollers inc. rmx
5. L'errore - Agatha Remix